# 博魯真

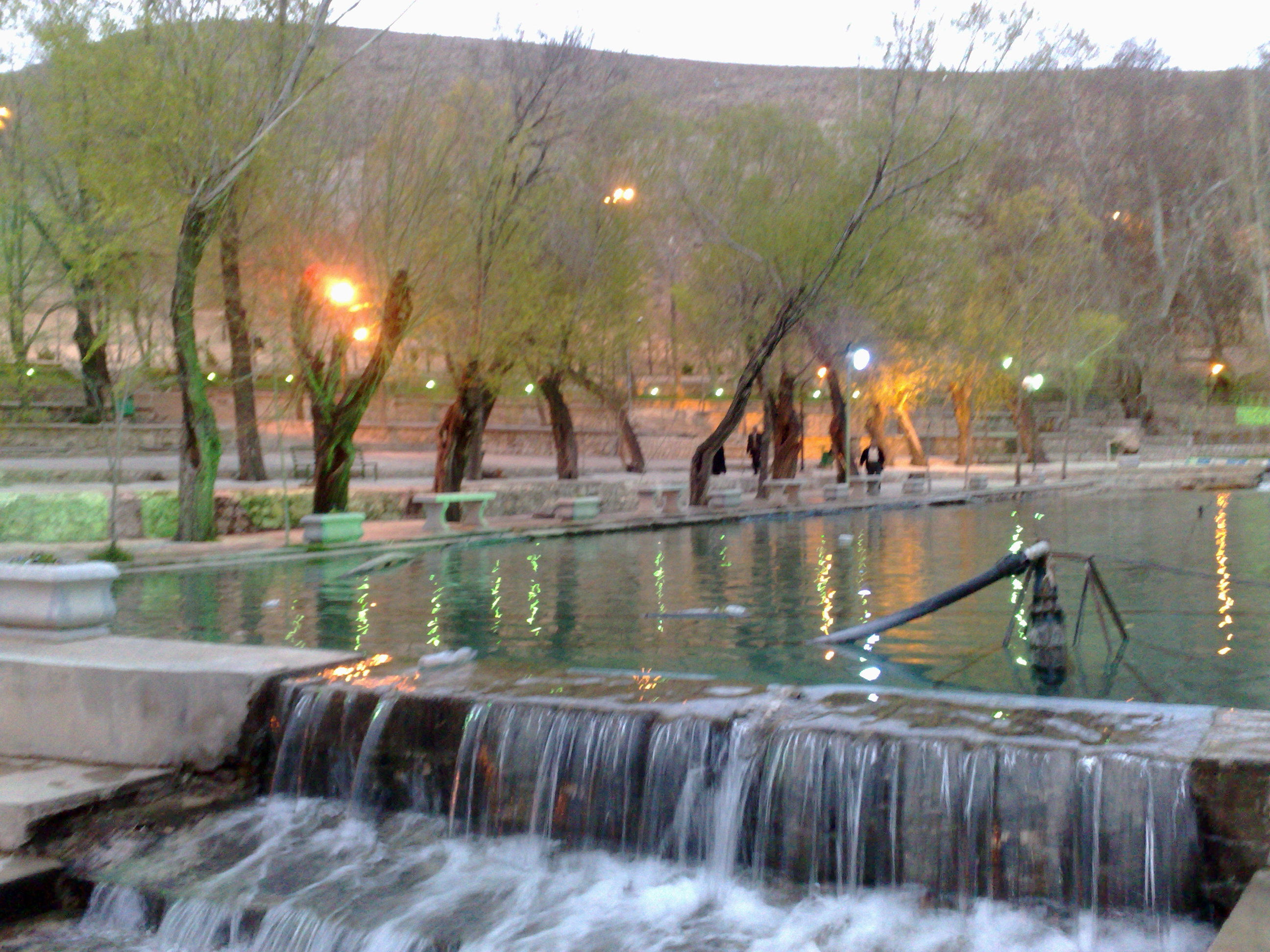

博魯真是伊朗的城市，位於該國西南部札格羅斯山脈中部，由恰哈馬哈勒－巴赫蒂亞里省負責管轄，處於首都德黑蘭以南400公里，海拔高度2,241米，2006年人口49,077。

## 外部連結
- Payam-e-Noor University of Boroujen （波斯文）
- Islamic Azad University of Boroujen （页面存档备份，存于） （波斯文）
- Nursing Faculty of Boroujen （页面存档备份，存于） （波斯文）
- Boroujen Technical School （波斯文）